# Lohfelden
Lohfelden è un comune tedesco di 14 393 abitanti, situato nel land dell'Assia, è confinante con Kassel. Il centro cittadino dista appena sei chilometri dal centro di Kassel e le due zone urbane sono contigue. La città è un importante centro di industria.